# Jesús Selván García
Jesús Selván Garcia (Jalpa de Méndez, Tabasco, 19 de abril de 1974) es un político mexicano que milita en el Movimiento de Regeneración Nacional desde el año de 2014. Ha sido diputado local en tres ocasiones , Presidente Municipal en dos ocasiones Tabasco, desde noviembre de 2024 es Presidente del Comité Estatal de Morena en el Estado de Tabasco.

## Primeros años, estudios
Jesús Selván García, conocido como "Chucho Selván" es un político Tabasqueño nacido el 19 de abril de 1974, en la R/a. Reforma 2.ª sección (Santa María), perteneciente, al municipio de Jalpa de Méndez, Tabasco. 
Segundo, de los cuatro hijos, procreados por el matrimonio, conformado por los señores Guadalupe Selván Selván (cazador, pescador y activista de izquierda) e Irma García de Selván. 
Casado, desde el 9 de marzo de 1990, con la señora Sebastiana Olán Chablé, con quien procreó a Jesús Antonio, Valeria y Juan Diego.
Sus primeros estudios, los realizó en la “Escuela Primaria “José María Pino Suárez”, de la R/a. Reforma 2.ª Sección Jalpa de Méndez (1979-1985). Los del siguiente nivel, en la “Escuela Telesecundaria “José María Morelos y Pavón”, en la misma Ranchería (1985-1988). Los de Preparatoria, en el “Centro Educativo Integral N° 1”.
Es Técnico en Operación de Microcomputadoras, por el “Centro de Computación Aplicada Profesional”.
Estudió la licenciatura en Administración en la Universidad Olmeca, también es maestro en Administración Pública por IEXE Universidad 

## Trayectoria partidista
Selván García, inicia su historia en la izquierda, acompañando a su padre, quien siempre fue un activista de dicha corriente, incluso, antes del PRD. Ambos destacaron en el Frente Democrático Nacional.
Fue hecho preso político durante las manifestaciones a raíz del fraude electoral de 1994, donde Roberto Madrazo Pintado fue electo Gobernador del Estado de Tabasco.
Militante y fundador del Movimiento de Regeneración Nacional desde el año 2014, ha desempeñado diversos cargos al interior del partido, como:
- Presidente Comité Ejecutivo Municipal de Morena en Jalpa de Méndez
- Presidente del Comité Ejecutivo Estatal del Morena en Tabasco
- Consejero Estatal del Morena en Tabasco
- Consejero Nacional del Morena

## Trayectoria política
Ha sido candidato en múltiples ocasiones a diversos cargos de representación popular y ha sido Legislador Local y Presidente Municipal.

### Diputado Local
Durante las Elecciones Locales en Tabasco en el año 2003 fue candidato a diputado local por el Distrito 11. Resultando electo para desempeñar el cargo en la Anexo:LVIII Legislatura del Congreso del Estado de Tabasco.
Durante las Elecciones Locales en Tabasco en el año 2009 fue candidato a diputado local por la vía plurinominal. Resultando electo para desempeñar el cargo en la Anexo:LX Legislatura del Congreso del Estado de Tabasco.
Durante las Elecciones Locales en Tabasco en el año 2021  fue candidato a diputado local por l distrito 17. Resultando electo para desempeñar el cargo en la Anexo:LXIV Legislatura del Congreso del Estado de Tabasco.
Fue presidente de la Comisión de Finanzas.;en el Congreso de Tabasco.

### Presidente Municipal
Durante las elecciones estatales de Tabasco de 2006 fue electo presidente municipal de Jalpa de Méndez. 
Durante las elecciones estatales de Tabasco de 2018 fue electo otra vez presidente municipal de Jalpa de Méndez. 

### Sector Público
Durante las Elecciones estatales de Tabasco 2000 fue electo regidor en el municipio de Jalpa de Méndez.
De 2014 a 2017 se desempeñó como director general de Administración en el Gobierno de Tabasco.